# Luogang, Guangning
Luogang (kinesiska: 螺岗) är en köping i sydöstra Kina. Den ligger i Guangning härad i staden Zhaoqing i provinsen Guangdong, omkring 100 kilometer nordväst om provinshuvudstaden Guangzhou. Antalet invånare är 9 442. Befolkningen består av 4 508 kvinnor och 4 934 män. Barn under 15 år utgör 20,0 %, vuxna 15-64 år 66 %, och äldre över 65 år 13,0 %.